# Administración de Investigaciones Técnicas
La Administración de Investigaciones Técnicas  (en francés: Administration des Enquêtes Techniques) también conocida como AET,  es la división del Ministerio de Transporte de Luxemburgo encargada de investigar los accidentes e incidentes aéreos, ferroviarios, fluviales y marítimos. La agencia tiene su sede en la ciudad de Luxemburgo.
La agencia fue la encargada de investigar el accidente del vuelo 9642 de Luxair.: 61–62 